# Richard Fletcher-Vane
Pour les articles homonymes, voir Fletcher-Vane, Fletcher et Vane (homonymie).
William Richard Fletcher-Vane, habituellement appelé Richard Inglewood (né le 31 juillet 1951), est un homme du Parti conservateur au Royaume-Uni.

## Biographie
Aux élections générales de 1983, il se présente comme candidat conservateur, dans la circonscription travailliste sûre de Houghton et Washington, où il termine troisième avec 24% des voix.
Aux élections du Parlement européen de 1984, il se présente sans succès dans la circonscription de Durham, mais aux élections de 1989, il est élu député européen pour Cumbria et Lancashire North. Il perd son siège aux élections de 1994, mais aux élections du Parlement européen en 1999, il est élu pour la nouvelle circonscription du nord-ouest de l'Angleterre. Il ne se  représente pas aux élections de 2004.
Il est whip du gouvernement dans les Lords de 1994 à 1995, en tant que whip en chef adjoint de janvier à juillet 1995. Il est ensuite nommé ministre subalterne au ministère du Patrimoine national, jusqu'à ce que les conservateurs perdent le pouvoir aux élections générales de 1997. Il est responsable de la radiodiffusion et du patrimoine, et Ministre du tourisme 1995–1997. Entre 2011 et 2014, il est président du Comité spécial de la Chambre des lords sur les communications et président du Comité spécial sur le droit d'extradition en 2014-2015.
Il est président du CN Group, une entreprise médiatique locale indépendante basée à Carlisle 2002–2016, président de Carr's Milling Industries plc 2005–2013, et du comité d'examen sur l'exportation d'œuvres d'art 2003–2014, président de Gen2 de De 2016 à 2018 et président de l'Office du tourisme de Cumbria de 2004 à 2019. Il est chercheur parlementaire invité au St Antony's College Oxford 2014–2015, président du Cumbria Local Nature Partnership 2013–2017. Membre du Conseil spécial de planification du Lake District 1983–1989, président du contrôle du développement (comité de planification) du parc national du Lake District 1985–1989, membre du conseil d'administration de la North West Water Authority 1987–1989.
Il est lieutenant adjoint de Cumbria depuis 1993 et est nommé vice-lord-lieutenant en 2013. Il est actuellement président du partenariat pour les entreprises locales de Cumbria. Il est président de l'Ancient Monuments Society depuis 2015, Président de la British Art Market Federation depuis 2014, Président de l'Uplands Alliance depuis 2015, Patron de la Livestock Auctioneers Association depuis 2016, Président de la National Sheep Association depuis 2017, Fellow de la Society of Antiquaries of London (FSA) depuis 2002 et est administrateur / fiduciaire de la Public Interest News Foundation.

## Vie privée
Inglewood est le fils aîné de l'ancien député conservateur William Fletcher-Vane et de son épouse Mary Proby. Il fait ses études au Eton et au Trinity College, Cambridge, et est admis au barreau du Lincoln's Inn en 1975. Il épouse Cressida Pemberton-Pigott en 1986. Ils ont un fils, Henry William Frederick Fletcher-Vane né en 1990, et deux filles.